# Chicago 18
Chicago 18 es el nombre del decimoquinto álbum de estudio de la banda de rock estadounidense Chicago. Fue lanzado al mercado por Full Moon y Warner Bros. el 29 de septiembre de 1986. Fue producido nuevamente y última vez por David Foster.

## Lista de canciones
| Chicago 18 |                                      |                                                  |          |  |
| N.º        | Título                               | Escritor(es)                                     | Duración |  |
| 1.         | «Niagara Falls»                      | Steve Kipner, Bobby Caldwell                     | 3:43     |  |
| 2.         | «Forever»                            | Robert Lamm, Bill Gable                          | 5:17     |  |
| 3.         | «If She Would Have Been Faithful...» | Steve Kipner, Randy Goodrum                      | 3:51     |  |
| 4.         | «25 of 6 to 4»                       | Robert Lamm, James Pankow                        | 4:20     |  |
| 5.         | «Will You Still Love Me?»            | David Foster, Tom Keane, Richard Baskin          | 5:44     |  |
| 6.         | «Over and Over»                      | Robert Lamm, James Newton Howard, Steve Lukather | 4:20     |  |
| 7.         | «It's Alright»                       | Bill Champlin, David Foster                      | 4:28     |  |
| 8.         | «Free Flight»                        | James Pankow                                     | 0:25     |  |
| 9.         | «Nothin's Gonna Stop Us Now»         | Jason Scheff, Buzz Feiten                        | 4:25     |  |
| 10.        | «I Believe»                          | Bill Champlin                                    | 4:20     |  |
| 11.        | «One More Day»                       | James Pankow, Carmen Grillo                      | 4:13     |  |

- Datos: Q5095471